# Ente autonomo del Flumendosa
L'Ente autonomo del Flumendosa (EAF) è stato un ente pubblico italiano, dotato di personalità giuridica di diritto pubblico, istituito con il regio decreto legislativo 17 maggio 1946, n. 498.

Passato nel 1984 alla Regione Autonoma della Sardegna, con la legge regionale n. 19 del 2006 viene trasformato in Ente delle risorse idriche della Sardegna (poi Ente acque della Sardegna) quale ente strumentale della regione sarda per la gestione del sistema idrico multisettoriale regionale.
Ad esso era affidato il compito di provvedere alla costruzione delle opere che avrebbero garantito una più  razionale utilizzazione delle acque del bacino idrografico del medio e  basso Flumendosa,  per  irrigazione, uso potabile e produzione di forza motrice. Aveva anche facoltà di provvedere a tutto quanto occorreva per lo studio dei progetti, per il conseguimento delle concessioni di derivazione e di utilizzazione  delle  acque e per il finanziamento e la costruzione delle opere. All'Ente poteva inoltre essere affidata l'esecuzione delle opere di sistemazione idraulica necessarie per la migliore attuazione dei compiti demandatigli.
All'attività dell'Ente del Flumendosa, grazie ai finanziamenti ottenuti da Cassa del Mezzogiorno e Banca Mondiale, si deve la costruzione di innumerevoli e importanti opere quali: dodici dighe e traverse, due centrali idroelettriche, otto centrali di sollevamento, due impianti di potabilizzazione, 150 chilometri di canali a cielo aperto, 23 chilometri di gallerie e centinaia di chilometri di condotte in pressione, opere che hanno segnato una svolta economica per l'intera Sardegna.